# Johnstone (Écosse)
Pour les articles homonymes, voir Johnstone.
Johnstone (gaélique écossais : Baile Eoin) est une ville située dans le council area du Renfrewshire qui est située à l'ouest des plaines centrales d'Écosse. La ville est située à trois miles à l'ouest de la ville de Paisley et à douze miles à l'ouest de Glasgow.

## Sports
Le club de football Johnstone Football Club était basé dans la ville.

## Personnalités liées à la ville
Le chef cuisinier Gordon Ramsay et le footballeur international Ally Dawson sont nés à Johnstone.